# Сапезал
Сапезал (порт. Sapezal) — муниципалитет в Бразилии, входит в штат Мату-Гросу. Составная часть мезорегиона Север штата Мату-Гроссу. Входит в экономико-статистический микрорегион Паресис. Население составляет 12 656 человек на 2006 год. Занимает площадь 13 597,506 км². Плотность населения — 0,9 чел./км².

## История
Город основан 19 сентября 1994 года. 

## Статистика
- Валовой внутренний продукт на 2003 год составляет 475 651 988,00 реалов (данные: Бразильский институт географии и статистики).
- Валовой внутренний продукт на душу населения на 2003 год составляет 45 477,77 реалов (данные: Бразильский институт географии и статистики).
- Индекс развития человеческого потенциала на 2000 год составляет 0,803 (данные: Программа развития ООН).

## География
Климат местности: экваториальный.